# Juan Cardona
Pour les articles homonymes, voir Cardona (homonymie).
Joan Cardona i Lladós, connu en France sous son nom castillanisé, Juan Cardona y Lladós, né à Barcelone en 1877 et mort à Barcelone le 16 septembre 1958, est un artiste peintre, dessinateur, caricaturiste et humoriste catalan espagnol.

## Biographie
Cardona reçoit une formation de peintre à l'Académie royale des beaux-arts Saint-Ferdinand (Madrid), où il expose à partir de 1895 : il suit les cours de Carlos de Haes et de Juan Baixas y Carreter. Son premier séjour à Paris date sans doute de l'année suivante. En 1898, il illustre La Femme et le pantin, roman espagnol de Pierre Louÿs qui paraît au Mercure de France. Il collabore à de nombreux périodiques illustrés humoristique dont Le Rire (1901-1913), Le Frou-frou (1901-1912), L'Amour (1904-1913), L'Assiette au beurre (no 307, 1907), Fantasio (1907-1911), Le Gaulois du dimanche (1910), Gil Blas illustré, Jugend, etc. Il est proche d'un autre peintre espagnol comme lui vivant à Paris, Xavier Gosé.
Il s'installe de façon permanente dans la capitale française entre 1907 et 1914. On connaît de lui quelques affiches lithographiées comme Rambler cycles, imprimée chez Chaix (1901), une autre pour Byrrh.
Il expose d'abord au Salon des humoristes, puis au Salon d'automne — jusqu'en 1933.
En mars 1918, il est exposé au Salon Parès (Barcelone) pour une rétrospective.
Il ne doit pas être confondu avec Juan Cardona y Tió (Tortosa, c. 1873 - Madrid, 1903), également peintre.